# Спиткувкі
Спиткувкі (пол. Spytkówki) — село в Польщі, у гміні Косцян Косцянського повіту Великопольського воєводства.
Населення — 260 осіб (2011).
У 1975-1998 роках село належало до Лешненського воєводства.

## Демографія
Демографічна структура станом на 31 березня 2011 року:
|          | Загалом | Допрацездатний вік | Працездатний вік | Постпрацездатний вік |
| -------- | ------- | ------------------ | ---------------- | -------------------- |
| Чоловіки | 120     | 23                 | 84               | 13                   |
| Жінки    | 140     | 33                 | 83               | 24                   |
| Разом    | 260     | 56                 | 167              | 37                   |